# جوني ميتشيل (لاعب كرة قاعدة)
جوني ميتشيل (بالإنجليزية: Johnny Mitchell) هو لاعب كرة قاعدة أمريكي، ولد في 9 أغسطس 1894 في ديترويت في الولايات المتحدة، وتوفي في 4 نوفمبر 1965 في برمنغهام في الولايات المتحدة.

## وصلات خارجية
- جوني ميتشيل على موقعبيزبول رفرنس.كوم (الدوري الرئيسي) (الإنجليزية)
- جوني ميتشيل على موقعبيزبول رفرنس.كوم (الدوري الثانوي) (الإنجليزية)